# Detlev Buchholz
Detlev Buchholz (né le 31 mai 1944) est un physicien théoricien allemand. Il étudie la théorie quantique des champs, en particulier dans le cadre axiomatique de la théorie algébrique quantique des champs.

## Biographie
Buchholz étudie la physique à Hanovre et Hambourg où il obtient son Diplom en 1968. Après, il poursuit ses études de physique à Hambourg. En 1970-1971, il est à l'Université de Pennsylvanie. Après avoir obtenu son doctorat en 1973 sous la direction de Rudolf Haag, il travaille à l'Université de Hambourg et est en 1974-1975 au CERN. De 1975 à 1978, il travaille comme assistant de recherche à Hambourg, où il obtient son habilitation en 1977. En 1978-1979, il obtient une bourse Max Kade à l'Université de Californie à Berkeley. En 1979, il est professeur à Hambourg et rejoint l'Université de Göttingen en 1997. Il prend sa retraite en 2010 en tant que professeur émérite.
Buchholz apporte des contributions à la physique quantique relativiste et à la théorie quantique des champs, en particulier dans le domaine de la théorie algébrique des champs quantiques. En utilisant les méthodes de la théorie de Tomita-Takesaki, il obtient la propriété scindée à partir des conditions de nucléarité, un résultat fort sur la localité de la théorie,, et travaille aussi sur le concept d'infraparticules.
En 1977, Detlev Buchholz remporte, avec Gert Strobl (de), le prix de physique de la Société allemande de physique (aujourd'hui connue sous le nom de Prix Gustav-Hertz ) et en 1979 le prix de physique de l'Académie des sciences de Göttingen. En 1995, Buchholz reçoit le prix de recherche japonais-allemand de la Société japonaise pour la promotion de la science et de la Fondation Alexander-von-Humboldt. En 1998, il est conférencier invité au Congrès international des mathématiciens à Berlin. Il est rédacteur en chef de la revue scientifique Reviews in Mathematical Physics. En 2008, Buchholz reçoit la Médaille Max-Planck pour ses contributions à la théorie quantique des champs.